# Tổng thống Các Tiểu vương quốc Ả Rập Thống nhất
Tổng thống Các Tiểu Vương quốc Ả Rập Thống nhất (tiếng Ả Rập: رئيس الإمارات العربيّة المتّحدة) là nguyên thủ quốc gia của Các tiểu vương quốc Ả Rập thống nhất. Chức vụ được bầu với nhiệm kỳ 5 năm bởi Hội đồng Tối cao Liên bang, nhưng đa phần chức vụ đều do Quốc vương của Abu Dhabi nắm giữ, và thường được cha truyền con nối. Tổng thống đồng thời là Tổng Tư lệnh Tối cao các Lực lượng vũ trang UAE và Chủ tịch Hội đồng Tối cao và Chủ tịch Hội đồng Dầu khí Tối cao.
Tổng thống hiện nay là. Mohammed bin Zayed Al Nahyan trở thành Tổng thống ngày 14/5/2022 sau khi anh trai ông là  Khalifa bin Zayed Al Nahyan qua đời.

## Tổng thống Các Tiểu Vương quốc Ả Rập Thống nhất (1971–nay)
| № | Chân dung                            | Tổng thống (năm sinh-mất)                                                                   | Bắt đầu             | Kết thúc                      | Tại nhiệm        |
| - | ------------------------------------ | ------------------------------------------------------------------------------------------- | ------------------- | ----------------------------- | ---------------- |
| 1 | Tập tin:UAE Father of the Nation.jpg | Zayed bin Sultan Al Nahyan của Abu Dhabi زايد بن سلطان آل نهيان (1918–2004)                 | 2 tháng 12 năm 1971 | 2 tháng 11 năm 2004 (qua đời) | 32 năm, 336 ngày |
| - |                                      | Maktoum bin Rashid Al Maktoum của Dubai مكتوم بن راشد آل مكتوم (1943–2006) Quyền Tổng thống | 2 tháng 11 năm 2004 | 3 tháng 11 năm 2004           | 1 ngày           |
| 2 |                                      | Khalifa bin Zayed Al Nahyan của Abu Dhabi خليفة بن زايد آل نهيان (1948–2022)                | 3 tháng 11 năm 2004 | 13 tháng 5 năm 2022 (qua đời) | 17 năm, 191 ngày |
| - |                                      | Mohammed bin Rashid Al Maktoum của Dubai محمد بن راشد آل مكتوم (sinh 1949)                  | 13 tháng 5 năm 2022 | 14 tháng 5 năm 2022           | 1 ngày           |
| 3 |                                      | Mohammed bin Zayed Al Nahyan của Abu Dhabi محمد بن زايد آل نهيان (sinh 1961)                | 14 tháng 5 năm 2022 | đương nhiệm                   | 2 năm, 319 ngày  |

## Dấu hiệu

Hiệu kỳ Tổng thống từ 1973 tới 2008.
Hiệu kỳ Tổng thống từ 2008 tới nay.